# Herbert Tennigkeit
Herbert Tennigkeit (* 28. Februar 1937 in Gröszpelken, Kreis Pogegen, Memelland; † 10. Oktober 2022 in Hamburg) war ein deutscher Schauspieler, Hörspielsprecher und Synchronsprecher.

## Leben
Tennigkeit, in Ostpreußen geboren und aufgewachsen, floh 1944 mit seiner Mutter und seinen Brüdern vor der Roten Armee zuerst nach Sachsen und kam mit seiner Familie nach Berlin. Auf Wunsch der Mutter machte er zunächst eine Ausbildung zum Maler und Anstreicher. Von 1962 bis 1964 absolvierte er eine private Schauspielausbildung bei dem Schauspieler Otto Ströhlin in Düsseldorf. Außerdem nahm er Gesangsunterricht.
Tennigkeit hatte unter anderem Theaterengagements beim Westdeutschen Tourneetheater in Remscheid, an der Landesbühne Hannover, am Stadttheater Lüneburg, an den Städtischen Bühnen Köln, am Ernst-Deutsch-Theater in Hamburg, am Theater im Zimmer in Hamburg und bei den Ruhrfestspielen Recklinghausen. Boulevardtheater spielte er an der Komödie Hamburg, an der Komödie Frankfurt und am Altonaer Theater in Hamburg. Außerdem wirkte er bei Tourneeproduktionen mit, die ihn u. a. in die Niederlande, nach Österreich und nach Großbritannien führten.
Als Theaterschauspieler interpretierte Tennigkeit ein breites Repertoire, das Stücke von William Shakespeare, die deutschen Autoren der Klassik, das Theater der Jahrhundertwende, aber auch Stücke der Moderne und des zeitgenössischen Theaters (John Osborne, Rolf Hochhuth) sowie Operetten und Musicals (Irma la Douce) umfasste. Er spielte Bühnenrollen unter anderem in Was ihr wollt, Viel Lärm um nichts (als Leonato), Der zerbrochne Krug, Der Kirschgarten, Die heilige Johanna, Der kaukasische Kreidekreis, Mutter Courage und ihre Kinder und Draußen vor der Tür.
Tennigkeit arbeitete neben seiner Theaterlaufbahn insbesondere intensiv als Sprecher für Hörspiele. Er wirkte bei dem Label Europa in zahlreichen Hörspielproduktionen mit, so unter anderem in den Karl-May-Hörspielen Von Bagdad nach Stambul (als Räuber) und Die Sklavenkarawane (als Tolo). Außerdem war er in den Jules-Verne-Hörspielen Eine Reise auf dem Kometen Gallia (als Ben-Zouf) und Der Kurier des Zaren (als Nikolai) zu hören. 1975 gehörte er als Drei Adler zur Besetzung des Hörspiels Wolfsblut. Außerdem war er in der Folge Die drei ??? und der Geisterzug aus der Hörspielreihe Die drei ??? zu hören. 1983 übernahm er in einer Rundfunkaufnahme von Radio Bremen eine Rolle in dem Kriminalhörspiel Ortsbestimmung  von Nikolai von Michalewsky. Im September 2010 wurde das Hörspiel Das Herz des Kristallwaldes aus der Hörspielreihe Die letzten Helden veröffentlicht, in der Tennigkeit die Rolle des alten Druiden spricht.
Tennigkeit spielte ab Ende der 1970er Jahre auch zahlreiche Rollen in Fernsehfilmen und Fernsehserien. Er wurde dabei überwiegend als Charakterdarsteller, häufig in prägnanten Nebenrollen eingesetzt. 1979 spielte er in dem Fernsehmehrteiler Ein Kapitel für sich. Außerdem wirkte er in mehreren Folgen der Krimireihe Tatort mit. Eine durchgehende Serienrolle hatte Tennigkeit als Anästhesist Dr. Laudann in der Kultserie Die Schwarzwaldklinik, in der er ab der 4. Staffel bis zum Ende der Serie mitwirkte. Außerdem übernahm Tennigkeit zahlreiche Episodenrollen, unter anderem in den Serien Das Traumschiff, Hotel Paradies, Das Erbe der Guldenburgs und Kreuzfahrt ins Glück.
1985 war er in der ARD-Fernsehshow Einer wird gewinnen als Darsteller und Schauspieler zu sehen.
Tennigkeit, der auch regelmäßig als Synchronsprecher tätig war, lieh seine Stimme unter anderem Alan Oppenheimer in der amerikanischen Zeichentrickserie Bravestarr. Außerdem sprach er den „Skeletor“ sowie den „Man at Arms“ in der Zeichentrickserie He-Man.
Tennigkeit trat auch intensiv als Rezitator hervor. Bei seinen Lesungen interpretierte er häufig heiter-besinnliche Texte in ostpreußischer Mundart und Werke von Schriftstellern aus Ostpreußen, unter anderem von Siegfried Lenz (So zärtlich war Suleyken) und Günther Ruddies (Woher kommen die Marjellchens?).
Mit der Schauspielerin Mady Rahl war er seit einer gemeinsamen Theatertournee bis zu deren Tod eng befreundet.
Herbert Tennigkeit lebte seit 1979 in Hamburg, wo er am 10. Oktober 2022 im Alter von 85 Jahren starb. Seine Urne wurde im November 2022 im Ruhewald Lehmkuhlen im schleswig-holsteinischen Kreis Plön beigesetzt.

## Filmografie (Auswahl)
- 1971–2002: Tatort (Fernsehreihe)
  - 1971: AE612 ohne Landeerlaubnis
  - 1976: … und dann ist Zahltag
  - 1983: Blütenträume
  - 1999: Der Duft des Geldes
  - 2002: Undercover
- 1971; 1973: Hamburg Transit
- 1972: Sonderdezernat K1
- 1973: … aber Jonny!
- 1973: Im Auftrag von Madame – Die Entführung
- 1975; 1976: PS – Geschichten ums Auto
- 1979: Jauche und Levkojen
- 1979: Ein Kapitel für sich
- 1981: Der Fuchs von Övelgönne – Warum brennt die Nordsee (Fernsehserie)
- 1981: Sonderdezernat K1 – Die Spur am Fluss
- 1982: Unheimliche Geschichten (Fernsehserie, Folge 1) – Wenn das Blut gefriert
- 1982: St. Pauli-Landungsbrücken (Fernsehserie, zwei Folgen)
- 1982; 1984: Schwarz Rot Gold
- 1987–1989: Die Schwarzwaldklinik
- 1989: Das Spinnennetz
- 1990: Hotel Paradies
- 1990: Das Erbe der Guldenburgs
- 1991: Das Traumschiff – Disney World
- 1993: Das Traumschiff – Ägypten
- 1995: Freunde fürs Leben
- 1997: Unser Charly
- 2005: Das Duo – Blutiges Geld
- 2007: Die Rettungsflieger
- 2008: Kreuzfahrt ins Glück